# شیمی آلی

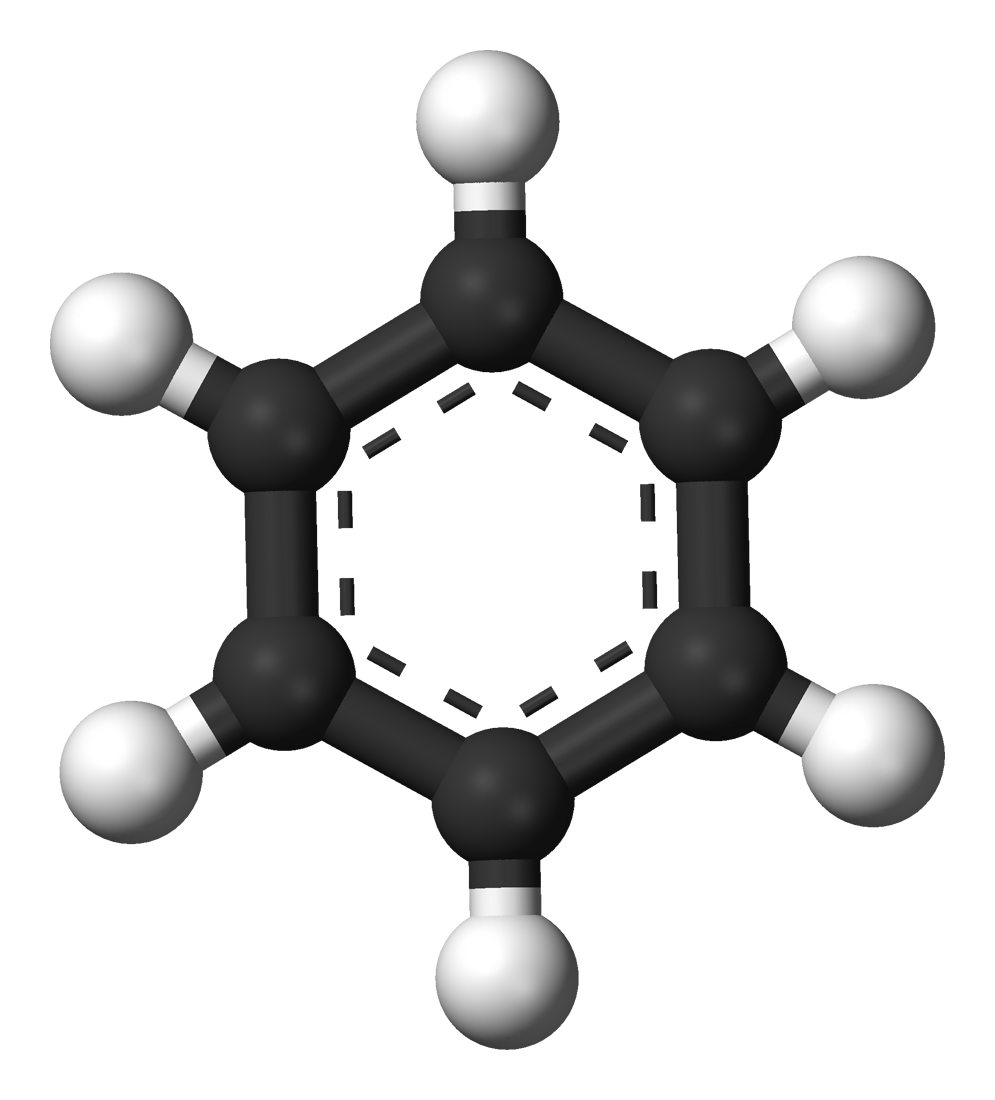
مولکول بنزن، این ماده در شیمی آلی یک ماده پایه است که در تولید میلیون‌ها ماده آلی دیگر نقش اساسی را بازی می‌کند

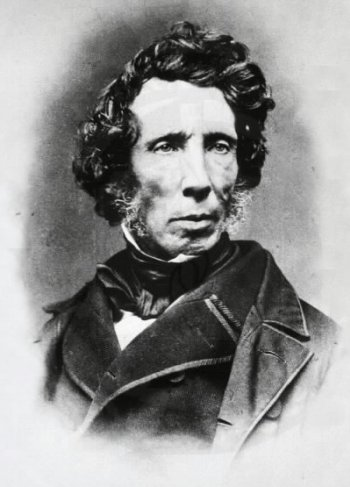
فریدریش وهلر، پدر شیمی آلی

شیمی آلی، زیر مجموعه‌ای از دانش شیمی است که دربارهٔ ترکیبات کربن یا مواد آلی سخن می‌گوید، عنصر اصلی که با کربن ترکیبات آلی را تشکیل می‌دهند، هیدروژن است.
در گذشته به موادی که ریشه گیاهی یا حیوانی داشتند، مواد آلی (ارگانیک) می‌گفتند اما امروزه مواد آلی را می‌توان از طریق روش‌های صنعتی و آزمایشگاهی و به کمک مواد معدنی نیز سنتز کرد. در فرهنگ‌های فارسی معنای کلمه «آلی» مربوط به اندام‌های موجود زنده و هر موجودی که دارای آلات، اجزا، یا اندام‌های متعدد باشد، آمده‌است.
موادی که از منابع آلی بدست می‌آیند، در یک ویژگی مشترک هستند و آن اشتراک در دارا بودن عنصر کربن است. دو منبع بزرگ مواد آلی که از آن‌ها مواد آلی با ترکیبات ساده، تأمین می‌شوند، نفت و زغال سنگ هستند، این دو ماده فسیلی در مفهوم قدیمی آلی بوده و حاصل تجزیه جانوران و گیاهان هستند. این ترکیبات ساده به عنوان مصالح ساختمانی، در ساختن ترکیبات بزرگتر و پیچیده‌تر مصرف می‌گردند. شیمی آلی، شیمی ترکیبات کربن با سایر عناصر به ویژه هیدروژن، اکسیژن، نیتروژن، هالوژن‌ها و غیر فلزات دیگر نظیر گوگرد و فسفر است. هم‌چنین فلزاتی مثل منیزیم، مس و پالادیم هم در برخی ترکیب‌های آلی حضور دارند. الکل‌ها، اترها، هیدروکربن‌ها، آلدئیدها، کتون‌ها، کربوکسیلیک اسیدها، ترکیبات آلیفاتیک حلقوی، ترکیبات آروماتیک (مانند بنزن)، آمین‌ها، فنل‌ها، درشت مولکول‌ها و بسپارها (پلیمر) و نظیر آن‌ها جزء مواد آلی بوده و مباحث شیمی آلی را به خود اختصاص داده‌اند.
امروزه از مواد آلی و دانش شیمی آلی در رنگ سازی، کاغذ و جوهرسازی، مواد غذایی، پوشاک، پتروشیمی، مواد پلاستیکی و لاستیکی، داروسازی، پزشکی و ده‌ها صنعت دیگر بهره می‌برند. افزون بر بیست میلیون ترکیب شناخته شدهٔ کربن وجود دارد و هر ساله نیم میلیون مولکول جدید به خانواده مواد آلی اضافه می‌شوند.
شیمی آلی شالوده زیست‌شناسی و پزشکی است. ساختمان موجودات زنده به غیر از آب، عمدتاً از مواد آلی ساخته شده‌اند، مولکول‌های مورد بحث در زیست‌شناسی مولکولی همان مولکول‌های آلی هستند. امروزه ما در عصر کربن زندگی می‌کنیم، هر روزه روزنامه‌ها و مجلات، ذهن ما را متوجه ترکیبات کربن نظیر کلسترول، چربی‌های اشباع نشده، هورمون‌ها، استروئیدها، حشره کش‌ها و فرومون‌ها می‌نماید. در دهه‌های گذشته به خاطر نفت، جنگ‌های متعددی راه افتاده‌است، همچنین دو فاجعه نازک شدن لایه اوزون که عمدتاً به خاطر وجود کلروفلوئوروکربن‌ها است و پدیده گازهای گلخانه‌ای که ناشی از حضور متان، کلروفلوئوروکربن‌ها و دی‌اکسید کربن است، زندگی انسان‌ها را به خطر انداخته‌است.
تا اواسط قرن نوزدهم میلادی باور بر این بود که مواد آلی تنها در بدن موجودات زنده قابل تهیه و تولید هستند، تا این که در سال ۱۸۲۸ شیمی‌دان آلی، به نام فریدریش وهلر، با ارایه روش سنتزی خود برای تولید اوره از آمونیوم سیانات طی فرایندی به نام سنتز وهلر، این باور را باطل اعلام کرد و عملاً موجب تولد شیمی آلی، شد.

## ساختمان و ویژگی‌ها

### آرایش و درشتی مولکول‌های مواد آلی
تا حدود سال ۱۸۵۰ میلادی بسیاری از دانشمندان بر این باور بودند که منشأ مواد آلی، جانداران و گیاهان هستند، آن‌ها تصور می‌کردند که مواد آلی را هرگز نمی‌توان از مواد معدنی و غیر آلی تولید نمود. دانشمندان همواره دنبال پاسخ به این پرسش بودند که چه ویژگی در ترکیبات کربن وجود دارد که آن‌ها را از ترکیبات مربوط به صد و چند عنصر دیگر جدول تناوبی متمایز کرده‌است. تعداد بسیاری از ترکیبات کربن وجود دارند که مولکول‌های آن‌ها می‌توانند بسیار بزرگ و پیچیده باشند. تعداد ترکیباتی که دارای عنصر کربن هستند چندین برابر بیشتر از تعداد ترکیبات بدون کربن است. مولکول‌های آلی شامل هزاران اتم شناخته شده‌اند و ترتیب قرار گرفتن اتم‌ها حتی در مولکول‌های نسبتاً کوچک نیز بسیار پیچیده‌است. یکی از مسائل اصلی در شیمی آلی، آگاهی از طرز قرار گرفتن اتم‌ها در مولکول‌ها یا تعیین ساختمان ترکیبات است.

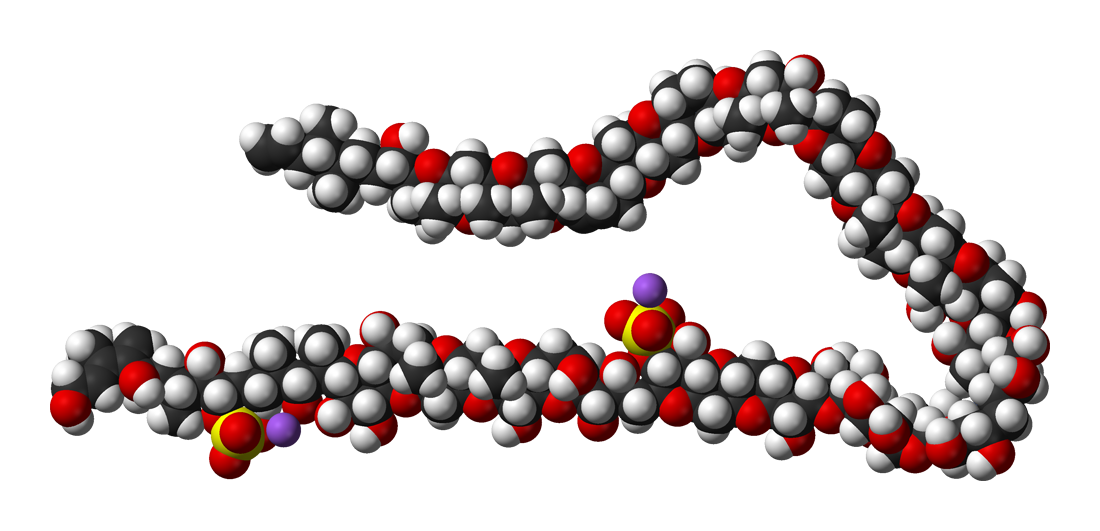
اتم‌های کربن می‌توانند به میزانی که برای اتم هیچ عنصر دیگری مقدور نیست، به یکدیگر متصل شوند. مدل سه بعدی درشت مولکول مایتوتوکسین که یک ماده سمی شیمی-زیستی می‌باشد

### ویژگی منحصر به فرد کربن
اتم‌های کربن می‌توانند به میزانی که برای اتم هیچ عنصر دیگری مقدور نیست، به یکدیگر متصل شوند. همچنین اتم‌های کربن می‌توانند زنجیرهایی شامل هزاران اتم یا حلقه‌هایی با اندازه‌های متفاوت ایجاد نمایند، زنجیرها و حلقه‌ها می‌توانند دارای شاخه و پیوندهای عرضی باشند، به اتم‌های کربن این زنجیرها و حلقه‌ها، اتم‌های دیگری نیز می‌تواند وصل شود، این اتم‌ها معمولاً هیدروژن، فلوئور، کلر، برم، ید، اکسیژن، نیتروژن، گوگرد، فسفر و سایر اتم‌های مختلف می‌باشند. هر آرایش مختلف از اتم‌ها مربوط به ترکیب متفاوتی است و هر ترکیب یک سری خواص شیمیایی و فیزیکی خاص خود را دارد، از این رو غیرمنتظره نیست که امروزه ده‌ها میلیون ترکیب شناخته شده کربن وجود داشته باشد.

### پیوند شیمیایی
بررسی ساختمان مولکول‌ها را باید با بحث دربارهٔ پیوندهای شیمیایی یعنی نیروهایی که اتم‌ها را در یک مولکول نگاه می‌دارند، شروع نمود. دو نوع پیوند یونی و کووالانسی، پیوندهایی هستند که به وسیله آن اتم‌ها با یکدیگر اتصال برقرار می‌کنند. از میان این دو پیوند، پیوند کووالانسی، پیوند متداول در ترکیبات کربن است و مهمترین پیوند در مطالعه شیمی آلی است.

## مواد آلی در شیمی آلی
مواد آلی دارای گستره‌ای بزرگ می‌باشند و بسیار متفاوت و متنوع هستند. از این دسته مواد می‌توان، پارافین‌ها، روغن‌ها، هیدرو کربن‌ها، الفین‌ها، استیلن‌ها، ترپن‌ها، الکل‌ها، اسیدهای کربوکسیلیک، استرها، اترها، اپوکسیدها، آلدئیدها، کتون‌ها، آمین‌ها، آمیدها، ترکیبات آروماتیک، اسیدهای آلی، ایزوسیونات‌ها، محصولات استخلافی بنزن، الیاف نساجی، رنگ‌های رنگرزی و صنعتی و … را نام برد.

### ترکیبات هیدرو کربنی
برخی از ترکیبات آلی فقط شامل دو عنصر، هیدروژن و کربن هستند و از این رو به عنوان هیدرو کربن شناخته می‌شوند. هیدرو کربن‌ها بر اساس ساختمانشان، به دو دسته اصلی، آلیفاتیک و آروماتیک تقسیم می‌شوند. هیدرو کربن‌های آلیفاتیک خود به گروه‌های آلکان‌ها، آلکن‌ها، آلکین‌ها و ترکیبات حلقه‌ای مشابه سیکلو آلکان‌ها و غیره تقسیم می‌گردند.

#### متان
ساده‌ترین ماده شیمی آلی متان است، مولکول متان دارای یک اتم مرکزی کربن و چهار اتم محیطی هیدروژن است که با زاویه ۱۰۹/۵ درجه دور اتم کربن قرار گرفته‌اند. متان محصول نهایی متلاشی شدن ناهوازی (بدون هوا) گیاهان یعنی از هم پاشیدگی بعضی از مولکول‌های پیچیده می‌باشد. متان تشکیل دهنده قسمت اعظم (حدود ۹۷ درصد) گاز طبیعی است. متان گاز آتشگیر خطرناک معادن زغال سنگ است و به صورت حباب‌های گاز از سطح مرداب‌ها خارج می‌گردد. گاز متان از ترکیب مونو اکسید کربن و هیدروژن حاصل می‌گردد.

#### کلرو فلوئوروکربن‌ها

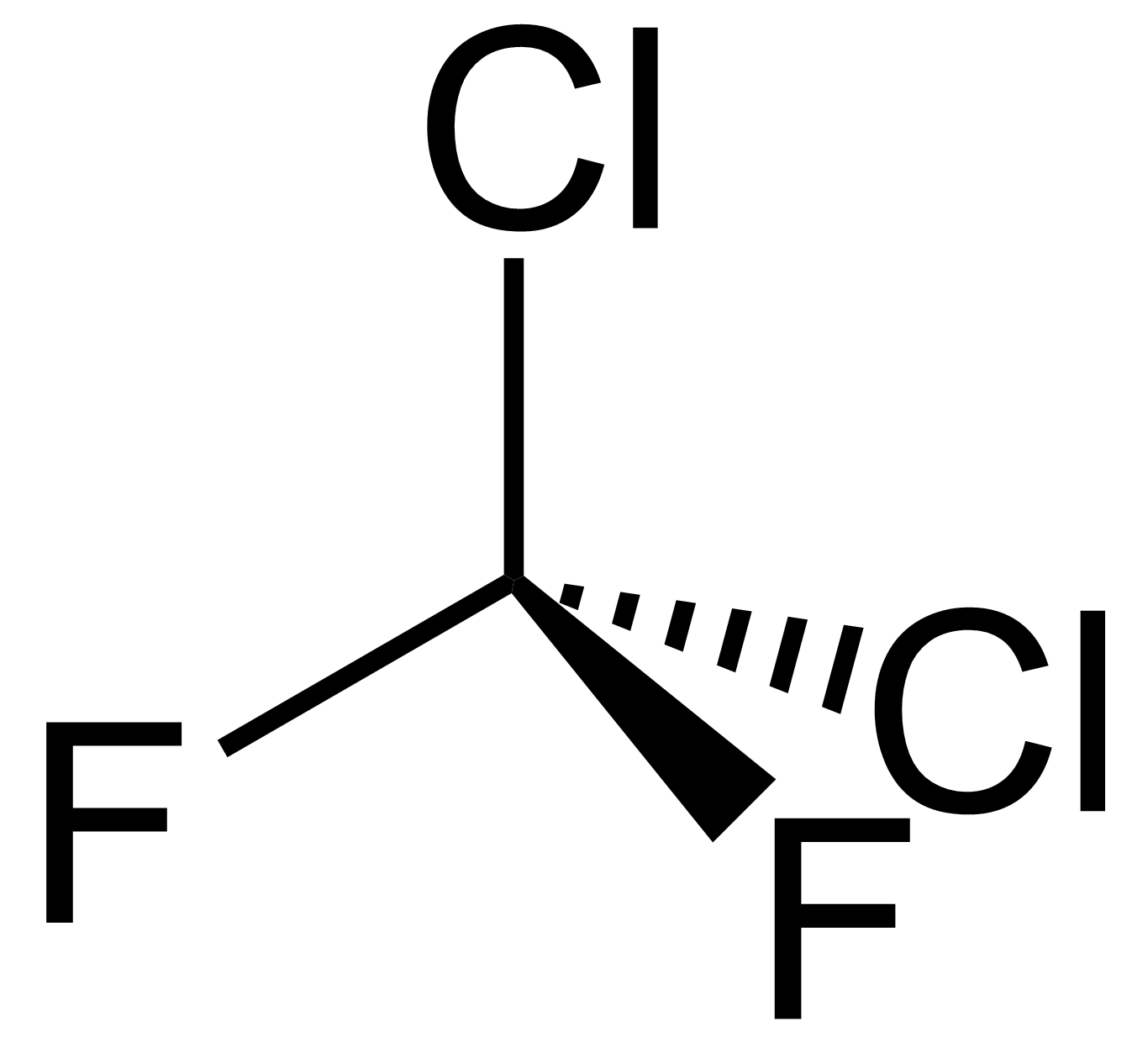
مدل اتمی دی‌کلرودی‌فلوئورو متان

مشتقات هالوژنه متان را کلروفلوئوروکربن‌ها می‌گویند. اگر به جای هیدروژن‌های متان اتم‌های هالوژن جایگزین شود، این محصولات حاصل می‌شوند. گازهای مورد استفاده در یخچال‌ها و کولرهای گازی و انواع اسپری، از این دسته مواد هستند. از جمله این مواد می‌توان به دی‌کلرودی‌فلوئورومتان (CF2Cl2 یا CFC12) و کلروتری‌فلوئورومتان (CF3Cl یا CFC11) اشاره کرد.

#### آلکان‌ها
آلکان‌ها که نقطه آغازگر آن‌ها متان است به ترکیبات غیر حلقوی و خطی کربن و هیدروژن گفته می‌شود، پیوند یگانه کووالانسی در این ترکیبات اتم‌های کربن و هیدروژن را به هم وصل کرده‌است. این هیدرو کربن‌ها بر اساس ساختمانشان به خانواده متان تعلق دارند و خواص آن‌ها از خواص متان پیروی می‌کند. در آلکان‌ها تعداد اتم‌های هیدروژن نسبت به اتم‌های کربن، دو برابر به علاوه دو می‌باشد. یعنی مثلاً در مولکول بوتان، چهار اتم کربن و ده اتم هیدروژن وجود دارد. در آلکان‌ها، انتظار می‌رود هرچه تعداد اتم‌ها افزایش یابد، تعداد آرایش‌های ممکن اتم‌ها نیز زیادتر می‌شود. به تدریج که در سری آلکان‌ها پیش می‌رویم، تعداد ایزومرها در هم‌رده‌های متوالی به میزان شگفت‌آوری افزایش می‌یابند. برای مثال هپتان دارای نه ایزومر می‌باشد، یعنی در شیمی آلی نه ماده مختلف با خواص متفاوت هستند که همگی فرمولشان C7H16 است. برای نامیدن ترکیبات مختلف و پیچیده آلی از روش استاندارد آیوپاک استفاده می‌کنند روش ایوپاک با استفاده از فرمول‌های الکان‌ها استفاده می‌شود.